# Anton von Braunmühl (Architekt)

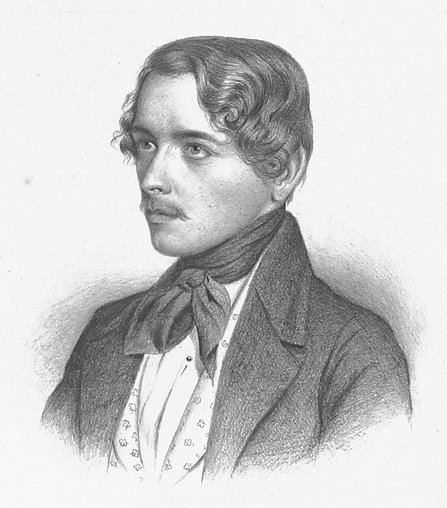
Anton von Braunmühl

Anton von Braunmühl, auch Anton Edler von Braunmühl, (* 31. Januar 1820 in Schwabmünchen, Königreich Bayern; † 2. März 1858 in Tiflis) war ein bayerischer Architekt.

## Leben

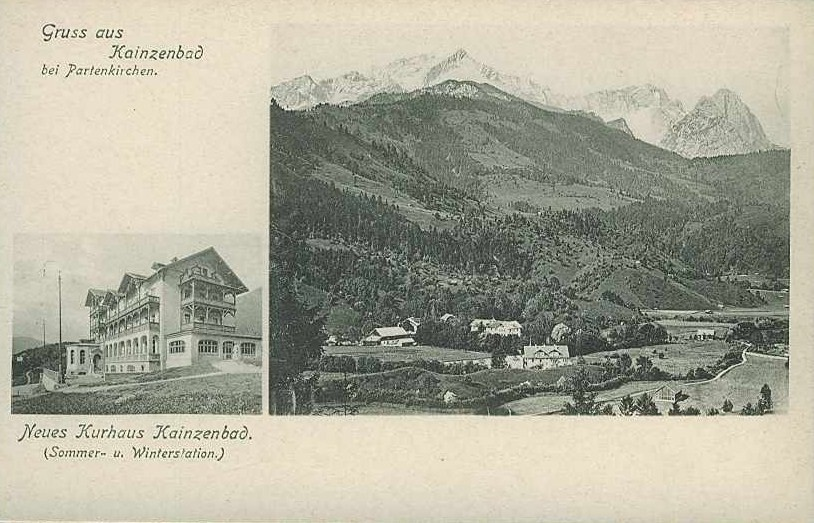
Das Kainzenbad in Partenkirchen auf einer Postkarte um 1900.

Er wurde als Sohn des Bayerischen Regierungsrates Anton von Braunmühl und dessen Ehefrau Sybilla geb. Edle von Weckbecker in Schwabmünchen geboren. Er studierte zunächst an der Polytechnischen Schule, anschließend an der Bauschule der Akademie in München (beide sind heute Bestandteil der Fakultät für Architektur der Technischen Universität München) bei Friedrich von Gärtner. Gärtner, der schnell sein großes Talent erkannte, nahm ihn 1843 nach erfolgreich abgelegter Prüfung für den Staatsbaudienst in sein Büro auf. Er galt als einer der phantasievollsten und stilsichersten Architekten seiner Zeit.
Einer seiner ersten großen Arbeiten war das Kurhaus für Joseph Braun in Bad Tölz (1843), zahlreiche große Wohnbauten vor allem in München folgten in den nächsten Jahren. 1850 wurde nach seinen Plänen das Kurhotel Kainzenbad bei Partenkirchen erbaut. In seinem Büchlein von 1869 „Das Kainzenbad bei Partenkirchen im Bairischen Hochgebirge und seine Heilwirkungen“ beschreibt der Autor A. Terne das Haus: Die beiden Curhäuser des Kainzenbades sind vor zwanzig und einigen Jahren mit bedeutendem Kostenaufwand neu, solid und unter verständiger Berücksichtigung der Zwecke ihrer Bestimmung erbaut worden. Sie werden ringsum von Licht und Luft umspühlt, sind vollkommen trocken, von hellen geräumigen Corridors durchzogen und enthalten einen schönen großen Gesellschaftssaal. Die für die Curgäste bestimmten freundlichen Wohnzimmer bieten die reizendsten Aussichten auf Berg und Thal. Beide Häuser sind mit Balkons resp. Veranda versehen, um den Aufenthalt in freier Luft auch bei einfallendem Regenwetter zu ermöglichen.

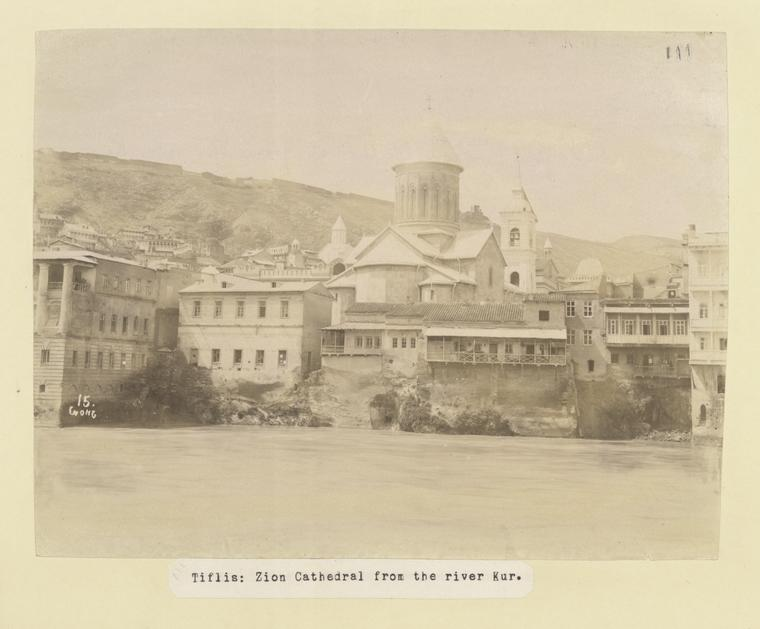
Sioni-Kathedrale in Tiflis, um 1870

Neben seiner Tätigkeit als Architekt war er von 1847 bis 1852 auch als Lehrer für Baukunst und Architekturzeichnung an der Baugewerkschule München tätig. Dem Interesse der Zeit an alter Baukunst folgend verlegte er den Schwerpunkt seiner Arbeit zunehmend auf den Erhalt historischer Bausubstanzen; so zeichnete er sich für die Restaurierung der Kirche in Niederstotzingen (Landkreis Heidenheim) und des Fürstlichen Residenzschlosses in Oettingen in Bayern (Landkreis Donau-Ries) verantwortlich.
1852 nahm er eine Einladung des russischen Malers, Diplomaten und späteren Präsidenten der Russischen Akademie der Bildenden Künste, Prinz Grigori Grigoriewitsch Gagarin (Григорий Григорьевич Гагарин) nach Tiflis (Tblissi) an, den er einige Jahre zuvor während dessen diplomatischer Tätigkeit in München kennengelernt hatte.
Gemeinsam zeichneten sie u. a. für die Restaurierung der Sioni-Kathedrale und des Bethanien-Klosters südlich von Tiflis verantwortlich. Braunmühl übernahm dabei den architektonischen Part, während Gagarin sich der Freskenmalerei widmete.
Anton von Braunmühl war verheiratet mit Anna Maria Schlenz und ist der Vater des Mathematikers Johann Anton von Braunmühl.
Der Nachlass Anton von Braunmühls befindet sich im Architekturmuseum der Technischen Universität München. Skizzen und Entwürfe sind online über das Architekturmuseum der Technischen Universität München bzw. das Architekturmuseum der Technischen Universität Berlin abrufbar.